# Pátek třináctého 5
Pátek třináctého 5 nebo také Pátek třináctého: Nový Začátek je v pořadí pátým díl v hororové sérii Pátek třináctého. Snímek byl natočen v roce 1985 režisérem Dannym Steinmannem.

## Děj
Je 10 let po krvavých vraždách u  Křišťálového jezera. Mladý Tommy Jarvis, který zastavil brutální vraždění masového vraha Jasona Voorheese je psychicky narušený. Neustále jej pronásledují noční můry, ve kterých se mu Jason zjevuje. Prošel si už několika psychiatrickými lečebnami a teď, po době, co se zdá, že se z jeho hrozných stavů dostal, se vrací mezi lidi. Je dovezen do zařízení pro psychicky narušené teenagery poblíž Crystal Lake. Ocitá se mezi jeho vrstevníky, mezi kterými panuje nepohoda, což později povede k brutální vraždě jednoho z nich. To se však někomu nebude líbit, a tak se ten někdo rozhodne pomstít v Jasonově masce.
Pro tichého Tommyho Jarvise není tentokrát Jason, neboli mstitel s maskou Jasona, žádné překvapení. Začíná tedy další krvavý kolotoč, kde je Tommy připraven se s ním setkat.